# Авне Шосоа
Авне Шосоа (фр. Avesnes-Chaussoy) насеље је и општина у североисточној Француској у региону Пикардија, у департману Сома која припада префектури Амјен.
По подацима из 2011. године у општини је живело 71 становника, а густина насељености је износила 11,6 становника/km². Општина се простире на површини од 6,12 km². Налази се на средњој надморској висини од 99 метара (максималној 147 m, а минималној 74 m).

## Демографија
| 1962. | 1968. | 1975. | 1982. | 1990. | 1999. | 2011. |
| ----- | ----- | ----- | ----- | ----- | ----- | ----- |
| 66    | 58    | 65    | 58    | 51    | 53    | 71    |

График промене броја становника у току последњих година